# مارك فيليبس (سياسي)
مارك فيليبس (بالإنجليزية: Marc Phillips)‏ هو سياسي بريطاني، ولد في 8 ديسمبر 1953 في كارديف في المملكة المتحدة.